# Katharine Drexel
Katharine Marie Drexel (Filadelfia, 26 de noviembre de 1858 – Cornwell Heights, 3 de marzo de 1955) fue una religiosa estadounidense, santa católica.

## Vida
Fue hija del banquero de Filadelfia Francis Anthony Drexel y de Hannah Jane Langstroth, su primera esposa. El 12 de febrero de 1891, Katharine fundó las Hermanas del Santísimo Sacramento para indios y gente de color. Desde los 33 años hasta su muerte en 1955, dedicó su vida y su fortuna personal de 20 millones de dólares a su trabajo.
En 1894, la Madre Drexel formó parte de la inauguración de la primera escuela de las Hermanas del Santísimo Sacramento para indios americanos, la escuela india de Santa Catalina en Santa Fe, Nuevo México. A esta le siguieron otras escuelas para los indios americanos del este del río Misisipi, y para los afroamericanos del sur de los Estados Unidos. En 1915 también fundó la Xavier University en Luisiana y la Xavier University Preparatory School en Nueva Orleans.
También fundó muchas capillas, conventos y monasterios. Cuando murió en 1955 había más de 500 Hermanas enseñando en 63 escuelas en todo el país.

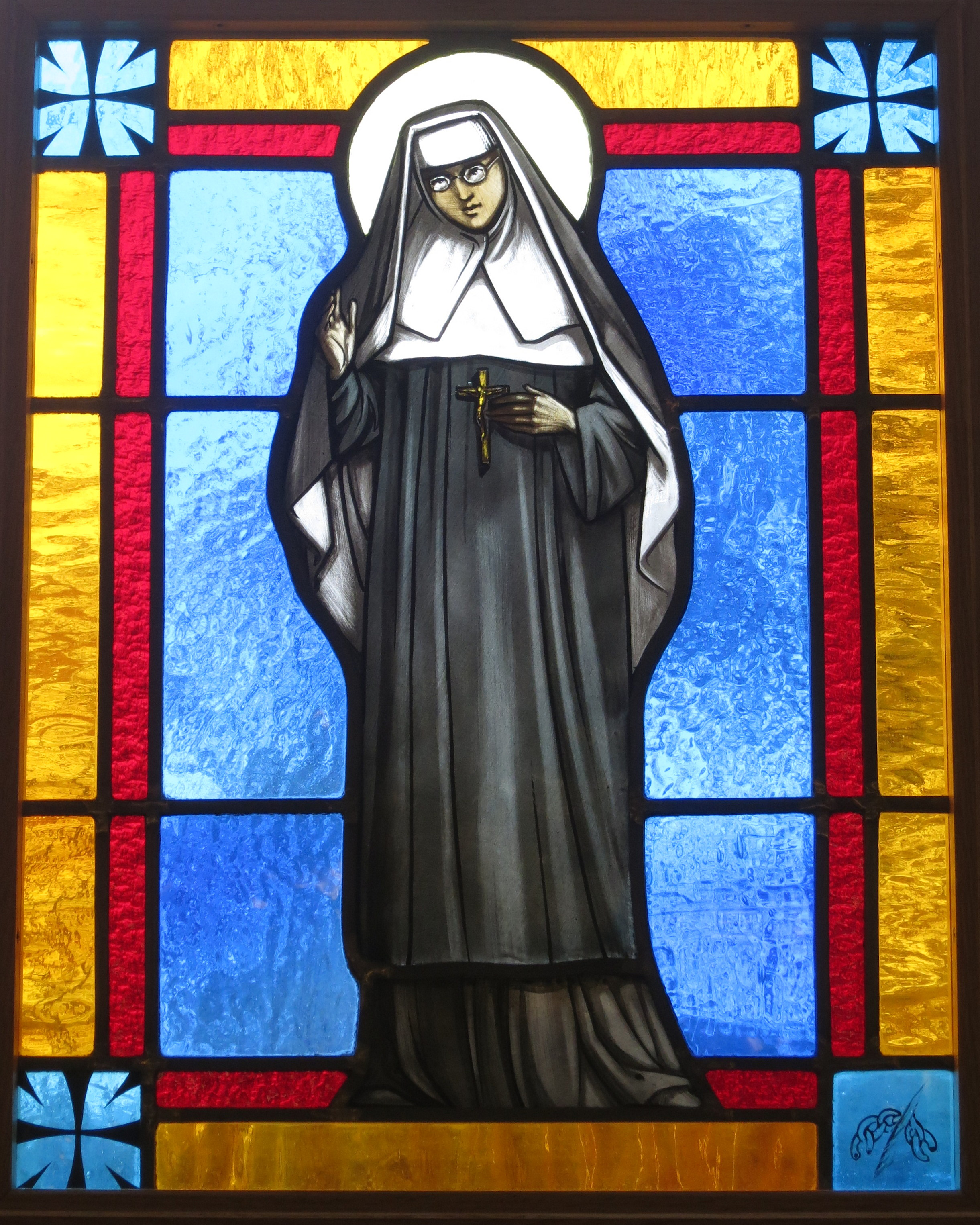
Vidriera con la imagen de santa Catalina María Drexel en la parroquia de San Esteban en Chesapeake

En 1935, Katharine sufrió un severo ataque al corazón, y en los siguientes 20 años vivió retirada. Murió el 3 de marzo de 1955 a la edad de 96 años en el convento de Santa Isabel en Bensalem Township, Pensilvania.

## Santidad
Katharine fue beatificada por el papa Juan Pablo II el 20 de noviembre de 1988.
Fue canonizada por Juan Pablo II el 1 de octubre del año 2000 para convertirse en la segunda santa nacida en Estados Unidos.
Su día es el 3 de marzo, el aniversario de su muerte. Está enterrada en Bensalem Township.

## Legado
- Drexel Hill, en Pensilvania lleva este nombre en su honor.